# Elías Scidiac
Elías Scidiac (1741-1829) fue un sacerdote maronita nacido en Alepo en 1741 que llegó a España en 1786, reclutado por Juan de Bouligny en nombre del Conde de Floridablanca para servir de traductor e intérprete de árabe, originalmente destinado a la Biblioteca del Real Monasterio de San Lorenzo de El Escorial. Era alumno del Colegio Propaganda Fidei y conocía el árabe literario y vulgar, el sirio, el italiano y el latín.
Bien porque fuese rechazado por la biblioteca del citado monasterio o porque quedase prendado por la Corte, pidió ser admitido en la Biblioteca Real, siendo Bibliotecario Mayor (Quinto desde 1712) Francisco Pérez Bayer y en sustitución de Miguel Casiri.
Este le describió como "de genio pacífico, humilde, formal y circunspecto en hechos y palabras", comenzó en la biblioteca una larga carrera profesional, como bibliotecario interino durante la época del Bibliotecario Mayor Pedro Luis Blanco, ascendiendo después a Bibliotecario 4º. Durante la época de los bibliotecarios mayores Antonio de Vargas y Laguna y Pedro de Silva Sarmiento subió a bibliotecario 3º; finalmente desde 1808 a su muerte fue Bibliotecario primero (con las cuatro gestiones de Juan Crisóstomo Ramírez Alamanzón, la de Juan de Escoiquiz y la de Francisco Antonio González Oña).
Entre sus funciones estuvo la ordenación del monetario arábigo-español y la traducción del Albaytar. También colaboró en el cotejo de los códices de los concilios de España y como traductor e intérprete de la Corona realizó sus funciones en un escenario difícil de grandes luchas políticas.